# Скотт, Барбара Энн
Ба́рбара Энн Скотт (англ. Barbara Ann Scott; 9 мая 1928 — 30 сентября 2012) — канадская фигуристка, выступавшая в одиночном катании. Олимпийская чемпионка (1948), чемпионка мира и Европы (1947, 1948)

## Биография
Барбара Энн, младшая из трёх детей, родилась в семье полковника канадской армии Клайда Резерфорда Скотта и его жены-домохозяйки Мэри Скотт, в девичестве Первес. Начала кататься на коньках в девять лет. Ей было только одиннадцать лет, когда она выиграла свой первый чемпионат Канады среди юниоров. Два года спустя, в 1942 году, тринадцатилетней, она стала первой женщиной, включившей в программу на соревнованиях двойной лутц.
С 1945 по 1948 год она выиграла все чемпионаты по фигурному катанию Северной Америки. В 1947 году она стала первой североамериканкой, выигравшей чемпионат Европы и мира. В Канаде она стала национальной героиней. Руководство Оттавы, её родного города, подарило ей новый автомобиль, но она отказалась от подарка для сохранения статуса спортсмена-любителя.
На Олимпийских играх 1948 года в швейцарском Санкт-Морице она стала первой представительницей Канады, выигравшей золотую медаль в фигурном катании. В годы спортивной карьеры тренировалась под руководством Отто Голда и Шелдона Гэлбрейта.
Трижды получала Приз имени Лу Марша, вручаемый лучшему канадскому спортсмену года (1945, 1947, 1948). Включена в Залы олимпийской и спортивной славы Канады (1948, 1955). Член Зала славы фигурного катания Канады (1991). В 1991 году Скотт была произведена в офицеры ордена Канады, высшей гражданской награды Канады.
Журналистка CBC Пи-Джей Квонг поставила Скотт на первое место в рейтинге лучших фигуристок-одиночниц за всю историю. Квонг отметила, что успехи Скотт способствовали популяризации фигурного катания в Канаде, благодаря чему в секции по катанию пришло множество начинающих спортсменов.
Сразу после победы на Олимпиаде 1948 года Скотт ушла из соревновательного катания. Она участвовала в ледовых шоу, катаясь с «Голливудским ледяным ревю». На выступлении в Чикаго, она встретила публициста Тома Кинга, за которого вышла замуж в 1955 году.
Снялась в нескольких телевизионных фильмах и сериалах, преимущественно в роли камео, последний раз — в 1997 году в документально-биографическом сериале «Life and Times» (рус. Жизнь и время) в серии, посвящённой её биографии, под названием «Queen of the Blades: The Life and Times of Barbara Ann Scott» (рус. Королева лезвий: Жизнь и время Барбары Энн Скотт).
В 1988 году Барбара Энн Скотт была одним из факелоносцев в эстафете олимпийского огня перед Олимпийскими играми в Калгари. В декабре 2009 года несла олимпийский факел на Парламентском холме в Оттаве, в преддверии Олимпийских игр 2010. 12 февраля 2010 года Скотт была одним из восьми знаменосцев олимпийского флага на церемонии открытия Олимпиады в Ванкувере.
В 1996 году, вместе с мужем, переехала на остров Амилия (Флорида, США), где скончалась в 2012 году в возрасте восьмидесяти четырёх лет.

## Результаты
| Соревнования                   | 1940 | 1941 | 1942 | 1944 | 1945 | 1946 | 1947 | 1948 |
| ------------------------------ | ---- | ---- | ---- | ---- | ---- | ---- | ---- | ---- |
| Олимпийские игры               |      |      |      |      |      |      |      | 1    |
| Чемпионат мира                 |      |      |      |      |      |      | 1    | 1    |
| Чемпионат Европы               |      |      |      |      |      |      | 1    | 1    |
| Чемпионат Северной Америки     |      | 6    |      |      | 1    |      | 1    |      |
| Чемпионат Канады               |      | 2    | 2    | 1    | 1    | 1    |      | 1    |
| Чемпионат Канады среди юниоров | 1    |      |      |      |      |      |      |      |